# Grundschule Briesen (Spreewald)
Die Grundschule „Mato Kosyk“ Briesen (niedersorbisch Zakładna šula „Mato Kosyk“ Brjazyna) ist eine sechsstufige Grundschule in der Gemeinde Briesen im Landkreis Spree-Neiße in Brandenburg. Das Schulgebäude und das ehemalige Lehrerwohnhaus sind als Baudenkmale in der Denkmalliste des Landes Brandenburg aufgeführt.

## Geschichte und Architektur

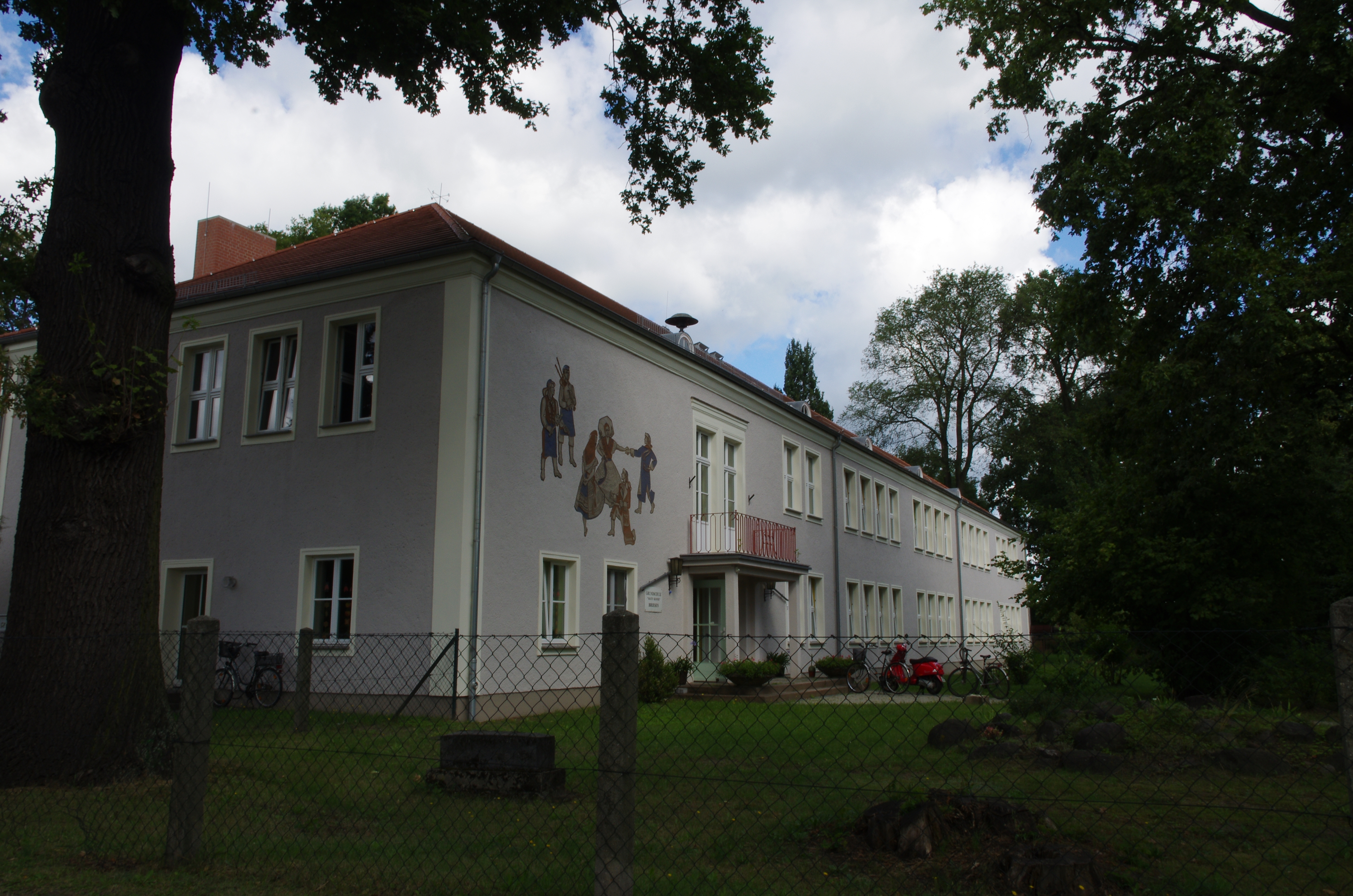
Rückseite des Gebäudes (2013)

Das Schulgebäude wurde in den 1954 nach Plänen des Architekten Wilhelm Flemming anstelle des nach dem Zweiten Weltkrieg abgerissenen Briesener Gutshauses gebaut. 2009 wurde die Schule umfangreich saniert. Zwischen 2017 und 2019 entstand nördlich des Hauptgebäudes ein zweigeschossiger Anbau mit Unterrichtsräumen, um der steigenden Schülerzahl gerecht zu werden. Dabei wurde die Schule vollständig barrierefrei ausgebaut.
Das Hauptgebäude ist ein langgezogener zweigeschossiger Putzbau aus Ziegelmauerwerk mit 21 zu fünf Achsen. Die rechteckigen Fenster sind mit weiß geputzten Rahmungen versehen. Das Haus hat ein Walmdach, die Fassade ist mit angeputzten Ecklisenen gegliedert und mit einem Traufgesims abgeschlossen. An der Ostwand liegt ein zweiflügeliges Eingangsportal mit einer Freitreppe und einem Altan. Südlich des Schulhofes befindet sich ein Nebengebäude mit zweigeschossigen Fenstern, das durch einen schmalen Seitenflügel mit dem Hauptgebäude verbunden ist.

## Schulprofil
Die Grundschule „Mato Kosyk“ ist eine sechsklassige offene Ganztagsschule mit flexibler Schuleingangsphase und hat sechs Jahrgangsstufen mit insgesamt zehn Klassen. Sie ist eine von sechs Grundschulen in der Niederlausitz, die nach dem Witaj-Projekt bilingualen sorbisch/wendisch-deutschsprachigen Unterricht anbieten, und ist Kooperationspartner der Witaj-Kindertagesstätte in Striesow. Die Schule unterhält eine Partnerschaft zu einer Grundschule in Bhimkhori in Nepal. Im Schuljahr 2022/23 besuchen 195 Schüler die Grundschule, die von 16 Lehrkräften unterrichtet werden.